# Collegio di Bathgate and Linlithgow
Bathgate and Linlithgow è un collegio elettorale scozzese della Camera dei Comuni del Parlamento del Regno Unito. Elegge un membro del Parlamento con il sistema first-past-the-post, ossia maggioritario a turno unico; rappresentante del collegio, dal 2024, è la laburista Kirsteen Sullivan.

## Estensione
Il collegio comprende i seguenti ward, e la maggior parte dell'area proviene dall'ex collegio di Linlithgow and East Falkirk:
- nel Lothian Occidentale: 
  - Armadale and Blackridge, Bathgate, Linlithgow e Whitburn and Blackburn, provenienti dall'ex collegio di Linlithgow and East Falkirk
  - Broxburn, Uphall e Winchburgh, provenienti dall'ex collegio di Livingston
- nel Falkirk: 
  - Bo'ness and Blackness, proveniente dall'ex collegio di Linlithgow and East Falkirk.

## Membri del parlamento
| Elezione | Elezione | Deputato          | Partito   |
| -------- | -------- | ----------------- | --------- |
|          | 2024     | Kirsteen Sullivan | Laburista |

## Risultati elettorali

### Elezioni negli anni 2020
| Partito                    | Partito                                      | Candidato                  | Risultati 4 luglio 2024 | Risultati 4 luglio 2024 |
| Partito                    | Partito                                      | Candidato                  | Voti                    | %                       |
| -------------------------- | -------------------------------------------- | -------------------------- | ----------------------- | ----------------------- |
|                            | Laburista                                    | Kirsteen Sullivan          | 19 774                  | 47,01                   |
|                            | SNP                                          | Martyn Day                 | 11 451                  | 27,22                   |
|                            | Reform UK                                    | Jamie McNamee              | 3 524                   | 8,38                    |
|                            | Conservatore                                 | Lynn Munro                 | 3 144                   | 7,47                    |
|                            | Lib Dem                                      | Sally Pattle               | 2 171                   | 5,16                    |
|                            | Verdi                                        | Simon Jay                  | 1 390                   | 3,30                    |
|                            | Independence for Scotland                    | John Hannah                | 382                     | 0,91                    |
|                            | Indipendente                                 | Stuart McArthur            | 229                     | 0,54                    |
|                            |                                              |                            |                         |                         |
| Iscritti                   | Iscritti                                     | Iscritti                   | 72 185                  | 100,00                  |
| ↳ Votanti (% su iscritti)  | ↳ Votanti (% su iscritti)                    | ↳ Votanti (% su iscritti)  | 42 065                  | 58,27                   |
| ↳ Astenuti (% su iscritti) | ↳ Astenuti (% su iscritti)                   | ↳ Astenuti (% su iscritti) | 30 120                  | 41,73                   |
|                            |                                              |                            |                         |                         |
|                            | Esito: collegio a Laburista (nuovo collegio) |                            |                         |                         |